# Saint-Julien-les-Villas
Saint-Julien-les-Villas és un municipi francès situat al departament de l'Aube i a la regió del Gran Est. L'any 2007 tenia 6.741 habitants.

## Demografia

### Població
El 2007 la població de fet de Saint-Julien-les-Villas era de 6.741 persones. Hi havia 2.846 famílies de les quals 919 eren unipersonals (355 homes vivint sols i 564 dones vivint soles), 850 parelles sense fills, 815 parelles amb fills i 262 famílies monoparentals amb fills.
La població ha evolucionat segons el següent gràfic:
Habitants censats

### Habitatges
El 2007 hi havia 3.075 habitatges, 2.903 eren l'habitatge principal de la família, 11 eren segones residències i 161 estaven desocupats. 2.033 eren cases i 1.033 eren apartaments. Dels 2.903 habitatges principals, 1.826 estaven ocupats pels seus propietaris, 1.035 estaven llogats i ocupats pels llogaters i 42 estaven cedits a títol gratuït; 92 tenien una cambra, 304 en tenien dues, 507 en tenien tres, 859 en tenien quatre i 1.141 en tenien cinc o més. 2.177 habitatges disposaven pel capbaix d'una plaça de pàrquing. A 1.450 habitatges hi havia un automòbil i a 1.115 n'hi havia dos o més.

### Piràmide de població
La piràmide de població per edats i sexe el 2009 era:
| Homes | Edats   | Dones |
| ----- | ------- | ----- |
| 0     | 95 o +  | 12    |
| 8     | 90 a 94 | 52    |
| 32    | 85 a 89 | 72    |
| 48    | 80 a 84 | 64    |
| 88    | 75 a 79 | 128   |
| 140   | 70 a 74 | 192   |
| 116   | 65 a 69 | 136   |
| 172   | 60 a 64 | 176   |
| 136   | 55 a 59 | 136   |
| 228   | 50 a 54 | 220   |
| 272   | 45 a 49 | 248   |
| 228   | 40 a 44 | 260   |
| 256   | 35 a 39 | 260   |
| 160   | 30 a 34 | 212   |
| 212   | 25 a 29 | 188   |
| 168   | 20 a 24 | 148   |
| 280   | 15 a 19 | 228   |
| 228   | 10 a 14 | 228   |
| 216   | 5 a 9   | 180   |
| 168   | 0 a 4   | 156   |

## Economia
El 2007 la població en edat de treballar era de 4.325 persones, 3.117 eren actives i 1.208 eren inactives. De les 3.117 persones actives 2.783 estaven ocupades (1.435 homes i 1.348 dones) i 334 estaven aturades (166 homes i 168 dones). De les 1.208 persones inactives 407 estaven jubilades, 489 estaven estudiant i 312 estaven classificades com a «altres inactius».

### Ingressos
El 2009 a Saint-Julien-les-Villas hi havia 2.936 unitats fiscals que integraven 6.867,5 persones, la mediana anual d'ingressos fiscals per persona era de 19.008 €.

### Activitats econòmiques
Dels 381 establiments que hi havia el 2007, 1 era d'una empresa extractiva, 2 d'empreses alimentàries, 1 d'una empresa de fabricació de material elèctric, 20 d'empreses de fabricació d'altres productes industrials, 43 d'empreses de construcció, 172 d'empreses de comerç i reparació d'automòbils, 9 d'empreses de transport, 22 d'empreses d'hostatgeria i restauració, 4 d'empreses d'informació i comunicació, 10 d'empreses financeres, 14 d'empreses immobiliàries, 28 d'empreses de serveis, 29 d'entitats de l'administració pública i 26 d'empreses classificades com a «altres activitats de serveis».
Dels 68 establiments de servei als particulars que hi havia el 2009, 1 era una oficina de correu, 3 oficines bancàries, 1 funerària, 3 tallers de reparació d'automòbils i de material agrícola, 1 autoescola, 3 paletes, 5 guixaires pintors, 8 fusteries, 10 lampisteries, 7 electricistes, 5 perruqueries, 16 restaurants, 1 agència immobiliària, 2 tintoreries i 2 salons de bellesa.
Dels 121 establiments comercials que hi havia el 2009, 1 era, 2 supermercats, 1 un supermercat, 1 una botiga de més de 120 m², 5 fleques, 2 carnisseries, 2 llibreries, 80 botigues de roba, 4 botigues d'equipament de la llar, 11 sabateries, 1 una sabateria, 9 botigues de material esportiu i 2 floristeries.
L'any 2000 a Saint-Julien-les-Villas hi havia 7 explotacions agrícoles que ocupaven un total de 258 hectàrees.

## Equipaments sanitaris i escolars
Els 2 equipaments sanitaris que hi havia el 2009 eren farmàcies.
El 2009 hi havia 2 escoles maternals i 2 escoles elementals.

## Poblacions més properes
El següent diagrama mostra les poblacions més properes.